# ヘタッピマンガ研究所R
『ヘタッピマンガ研究所R』（ヘタッピマンガけんきゅうじょリターンズ）は、村田雄介による日本の漫画作品。『週刊少年ジャンプ（WJ）』2008年22・23合併号から2010年24号まで月1回連載されていた。

## 概要
1982年から『フレッシュジャンプ』（集英社）にて連載されていた『鳥山明のヘタッピマンガ研究所』を元に、WJ創刊40周年を記念して開始されたリメイク版。
全く漫画を描いた経験のない人向けの内容（漫画や絵の基本要素や原稿の描き方の説明など）だった鳥山明版とは異なり、道具や村田自身の経験を元にした上達法など、ある程度の経験を積んだ人向けの内容が中心となっている。
2011年6月3日に単行本が発売された。

## 内容
『アイシールド21』の作画担当漫画家・ムラタ（村田雄介）が、編集者から漫画家への転進を目指すムラタの担当編集者・サイトウ（実在のWJ編集者・齊藤優がモデル）にマンガの基礎を教えるメタフィクションストーリー。
河下水希らWJ連載作家がゲストキャラクターとして出演し、インタビュー形式で展開する回もある。取材は作中だけでなく実際にも行われており、WJ2008年44号の巻末コメントページでは村田から河下への謝辞が述べられていた。
2009年3～4月は漫画が休載となった為、代わりにムラタとサイトウが読者からの質問に答える「おたより研究レポート」が掲載された。2009年40号では「10月掲載予定」と書かれていたが実際には10月の発売号には掲載されず、約5ヵ月後の2010年8号でようやく再開された。

## 登場人物
ムラタ
『アイシールド21』（本作連載中に最終回を迎えた）の作画を担当する漫画家。担当編集のサイトウに漫画の基礎を教える。漫画家の職業病・痔持ち。常に寝袋の中に入っており、WJきっての変人との噂があるらしい。
サイトウ
編集者の仕事に嫌気がさし、担当漫画家のムラタの指導の下、漫画の描き方を学び漫画家への転進を試みる。特撮好きで、常に仮面ライダーの変身ベルトらしきものを腰に着けている。実在の『アイシールド』担当編集者・齊藤優がモデルだが、実際は『ヘタッピ漫画研究所R』連載開始時点で齊藤は村田の担当を外れている。
河下水希
Step6,7で登場した『いちご100%』作者。女性を描くのが苦手なムラタに代わり、女性の描き方をサイトウに教えた。絵を描く際に独特の姿勢をする。速筆家。彼女の大ファンのサイトウには若干引き気味である。（漫画の登場人物としては）アホ毛持ち。
コイケ
Step8で登場した『アイシールド』新担当。ムラタとサイトウの講義の様子を不安と戸惑いの眼差しで見つめながらも、他の担当漫画家の為に密かに勉強中。実際に2008年11月頃『アイシールド』担当編集者となった小池均がモデル。
F男&M本
Step9,10で登場した新人漫画家。サイトウとは違いそれなりの画力を持っており、動きの描写についてムラタの指導を受けた。モデルは（実在するのかも含め）不明。
松井優征
Step10,11でムラタの回想シーンに登場した『魔人探偵脳噛ネウロ』作者。食事の席でムラタに「動きの構図よりキャラの印象を優先している」と語った。通常時は普通に描かれていたが、酒を飲むと顔や背景がネウロをイメージした絵へと変貌した。
島袋光年
step12,13で登場した『トリコ』作者。作画専業のムラタに代わり、サイトウにキャラ作りについて教えた。ムラタ達と共に高額な肉料理を食べに行き、ムラタに自作の主人公のトリコに似ていると言われた。
冨樫義博
step15,16で登場した『HUNTER×HUNTER』作者。自画像の犬のお面を被った状態で登場した。
いろいろなことを教え、特に「キャラの人柄は作者の人柄」という言葉を深くサイトウたちに印象付けた。

## 書誌情報
- 村田雄介『ヘタッピマンガ研究所R』集英社〈ジャンプ・コミックス〉2011年6月8日第1刷発行（6月3日発売[2]）ISBN 978-4-08-874859-7